# Tringa
Pour la localité, voir Tringa (Mali).
Genre
Le genre Tringa regroupe des oiseaux limicoles (vivant dans la vase des marais) de la famille des Scolopacidae, nommés communément chevaliers. Les plus fréquemment rencontrés sont le Chevalier gambette (Tringa totanus) et le Chevalier cul-blanc (Tringa ochropus).

## Alimentation
Ils se nourrissent de vers, d'insectes, de mollusques qu'ils vont chercher dans la vase en fouillant avec leur long bec.

## Liste des espèces
D'après la classification de référence (version 14.1, 2024) de l'Union internationale des ornithologues, il y a 13 espèces du genre Tringa (ordre philogénique) :
- Tringa ochropus Linnaeus, 1758 – Chevalier cul-blanc ;
- Tringa solitaria Wilson, A, 1813 – Chevalier solitaire ;
- Tringa brevipes (Vieillot, 1816) – Chevalier de Sibérie ;
- Tringa incana (Gmelin, JF, 1789) – Chevalier errant ;
- Tringa stagnatilis (Bechstein, 1803) – Chevalier stagnatile ;
- Tringa glareola Linnaeus, 1758 – Chevalier sylvain ;
- Tringa totanus (Linnaeus, 1758) – Chevalier gambette ;
- Tringa flavipes (Gmelin, JF, 1789) – Petit Chevalier ;
- Tringa guttifer (Nordmann, 1835) – Chevalier tacheté ;
- Tringa semipalmata (Gmelin, JF, 1789) – Chevalier semipalmé ;
- Tringa erythropus (Pallas, 1764) – Chevalier arlequin ;
- Tringa nebularia (Gunnerus, 1767) – Chevalier aboyeur ;
- Tringa melanoleuca (Gmelin, JF, 1789) – Grand Chevalier.